# Alma Qeramixhi
Alma Qeramixhi (* 14. November 1963 in Korça) ist eine ehemalige albanische Siebenkämpferin.

## Sportliche Laufbahn
1989 setzte sie den albanischen Rekord über 100 m Hürden. 1990 errang sie den albanischen Rekord im Heptathlon.
Qeramixhi trat bei den Olympischen Sommerspielen 1992 in Barcelona an. Den Siebenkampf konnte sie jedoch nicht zu Ende bringen.